# Tellervo meforicus
Tellervo meforicus är en fjärilsart som beskrevs av Hans Fruhstorfer 1910. Tellervo meforicus ingår i släktet Tellervo och familjen praktfjärilar. Inga underarter finns listade i Catalogue of Life.